# Hotline Washington-Moskou

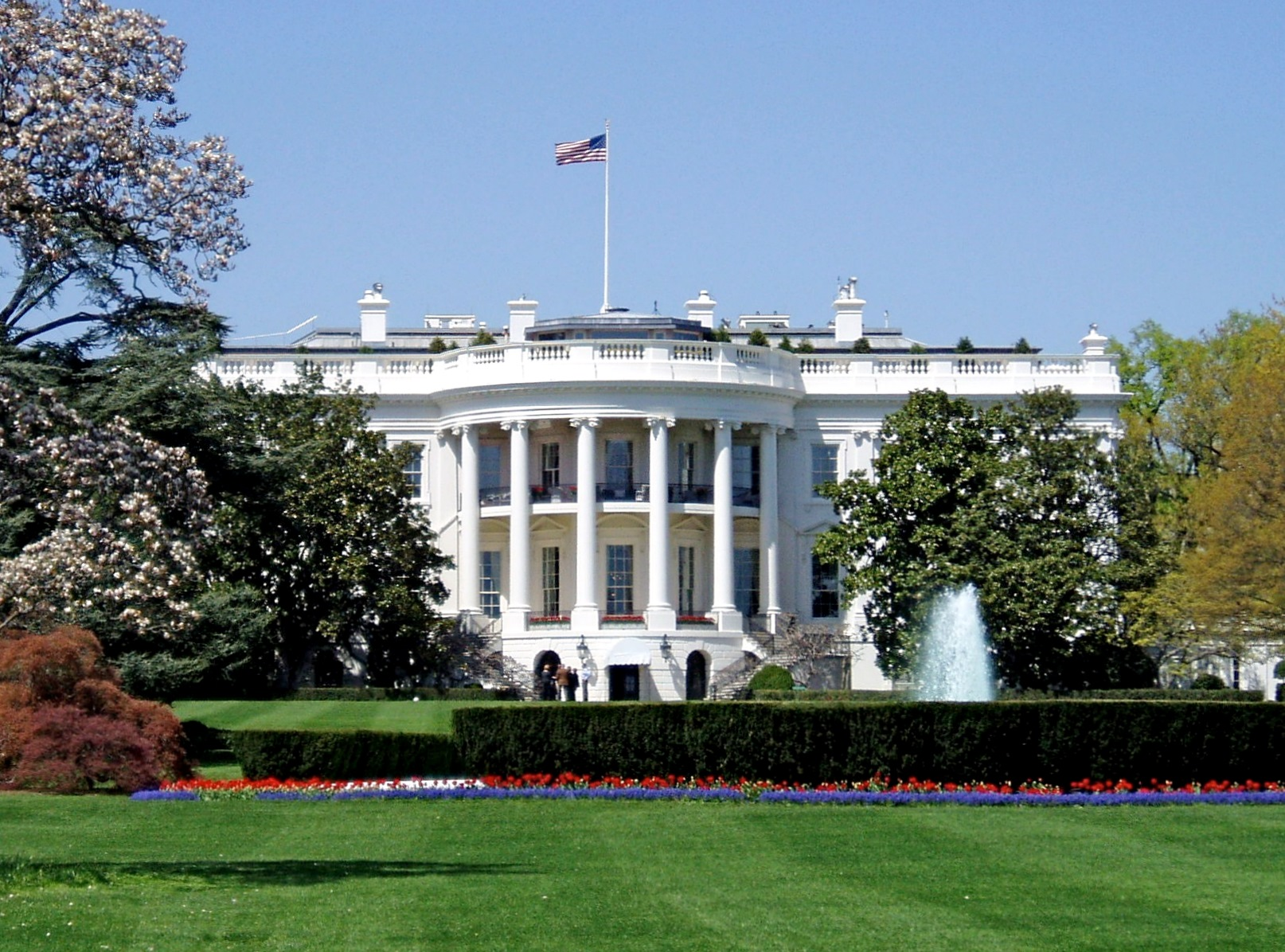
Het Witte Huis in Washington

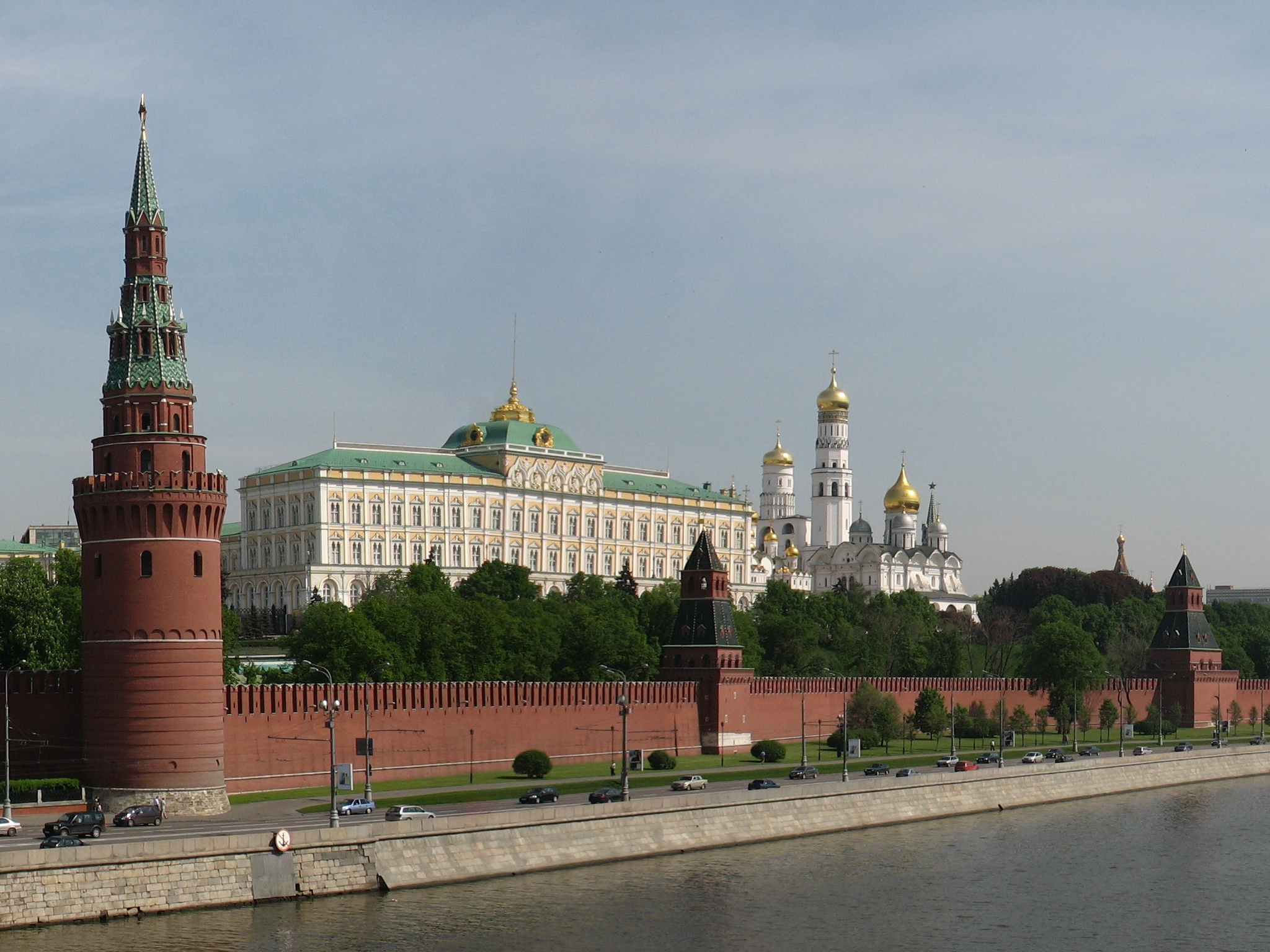
Het Kremlin in Moskou

De hotline Washington-Moskou is de directe communicatieverbinding die in 1963 in het kader van de Koude Oorlog tussen het Witte Huis en het Kremlin werd aangelegd. Deze staat ook wel bekend als de rode telefoon, hoewel van een telefoonverbinding nooit sprake is geweest. De hotline bestond aanvankelijk uit een telex-verbinding, die in 1988 werd vervangen door een fax. Sinds 2008 worden berichten via de hotline per e-mail verstuurd.

## Ontstaan
Het doel van de hotline tussen de opperbevelhebbers van de nucleaire grootmachten is het voorkomen van conflicten als gevolg van misverstanden of crisissituaties. De aanleg van de lijn was de eerste wederzijdse bevestiging van de gevaren van kernwapensystemen.
Mogelijk was het de roman Red Alert van Peter Bryant uit 1958 (waar in 1964 de film Dr. Strangelove op gebaseerd werd) die functionarissen in de Amerikaanse regering bewust maakte van de noodzaak voor een snelle communicatie om een nucleaire escalatie te voorkomen. Vervolgens pleitte Jess Gorkin, redacteur van het tijdschrift Parade, in 1960 voor een rechtstreekse (telefoon)lijn tussen Washington en Moskou. Buitenlandse zaken en de legerleiding zagen echter niets in een methode waarbij de president buiten hen om met de Russen zou kunnen communiceren.
Tijdens de Cubacrisis in oktober 1962 bleek dat de communicatie tussen de Amerikaanse en Russische wereldleiders te langzaam ging voor de ontwikkelingen van die tijd. Het duurde destijds 12 uur om het 3000 woorden lange voorstel van Nikita Chroesjtsjov te decoderen. Onder de ontstane tijdsdruk besloten beide wereldleiders om uiteindelijk maar via de media met elkaar te communiceren. Nadat de crisis was afgewend, kreeg het opzetten van een directe hotline hoogste prioriteit.
Tot het invoeren daarvan werd besloten bij het Memorandum of Understanding Between The United States of America and The Union of Soviet Socialist Republics Regarding the Establishment of a Direct Communications Link, dat de Verenigde Staten en de Sovjet-Unie op 20 juni 1963 in Geneve ondertekenden. De officiële Amerikaanse naam voor de hotline luidt Washington-Moscow Direct Communications Link, maar wordt door Amerikaanse technici doorgaans aangeduid als MOLINK, een militaire afkorting voor "Moscow-link".
De hotline werd op 30 augustus 1963 operationeel met het verzenden van de eerste testberichten. Vanuit Washington werd verstuurd: The quick brown fox jumped over the lazy dog's back 1234567890, een pangram waarin alle letters en cijfers van het Latijnse alfabet voorkomen, en vanuit Moskou een poëtische beschrijving van de ondergaande zon. Omdat de verbinding niet permanent gebruikt wordt, worden er elke dag om het uur testberichten verstuurd, bestaande uit willekeurige gedichten, verhaaltjes en andere teksten. Berichten van Washington naar Moskou worden verstuurd in het Engels en in Latijnse letters, berichten van Moskou naar Washington in het Russisch en in cyrillisch schrift. Ze worden aan de kant van de ontvanger vertaald.

## Apparatuur

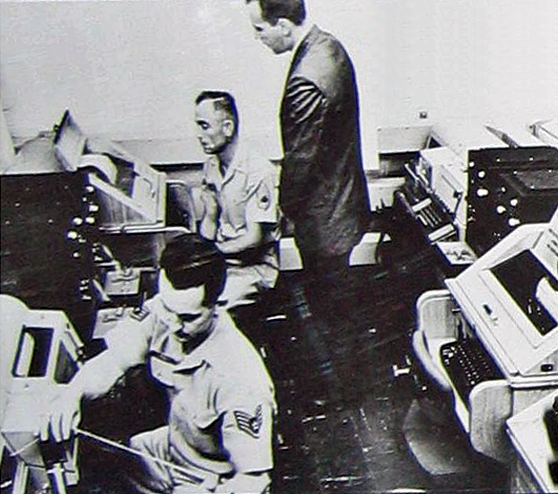
De kamer met de hotline-apparatuur in het Witte Huis, met twee westerse en twee cyrillische telexen (licht van kleur), alsmede vier ETCRRM II-versleutelmachines (zwart)

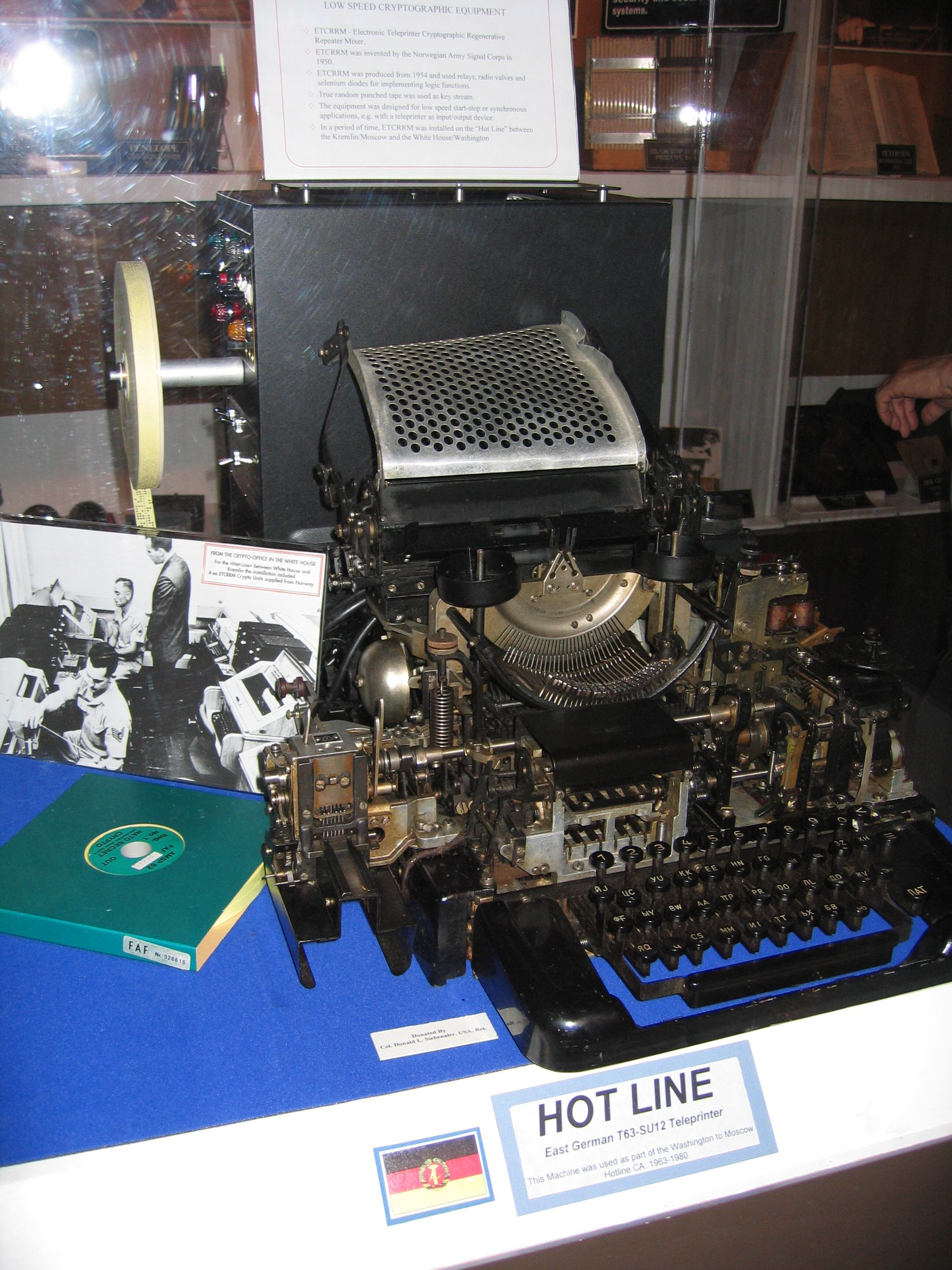
Het binnenwerk van de Oost-Duitse telexmachine T63 SU12 van Siemens, die van 1963 tot 1980 gebruikt werd voor de Russische berichten van de hotline

### Beveiliging
De vertrouwelijkheid van de berichten wordt gewaarborgd door de berichten te versleutelen met de one-time pad-methode, die, mits correct toegepast, onkraakbaar is. Deze versleuteling werd aanvankelijk gerealiseerd door een Electronic Teleprinter Cryptographic Regenerative Repeater Mixer II of kortweg ETCRRM II. Dit apparaat werd vervaardigd door de Standard Telefon Kabelfabrik in Oslo, een Noorse dochteronderneming van het Amerikaanse telecommunicatiebedrijf ITT. Het was voor een prijs van USD 1000 ook commercieel verkrijgbaar, zodat voor de hotline geen van beide partijen geheime eigen cryptografische methoden hoefde prijs te geven. Vanaf 1980 gebeurde de versleuteling door een Siemens M-190 machine.
Volgens de gemaakte afspraken werden de sleutels voor de ontcijfering van de berichten, in de vorm van papieren stroken, via speciale koeriers naar de eigen ambassade aan de andere kant van de hotline gebracht, die ze liet afleveren bij de terminal. De door Amerika gebruikte sleutels werden dus naar de Amerikaanse ambassade in Moskou gebracht, die ze liet afleveren bij de Russische terminal.

### Terminals
In Moskou zou de terminal voor de hotline zich in het Kremlin bevinden, in een ruimte vlak bij het kantoor van de premier. Sovjetleider Leonid Brezjnev verklaarde echter een keer tegenover journalisten dat de terminal zich in het gebouw van de Communistische Partij aan de overkant van het Rode Plein bevond. Deze werd, anders dan in de VS, bemand door civiel personeel.
Aan de Amerikaanse zijde bevindt de terminal van de hotline zich in het National Military Command Center (NMCC) in het Pentagon. Daar waren vier telexmachines opgesteld, twee met een Engels alfabet (Model 28 ASR van de Teletype Corp.) en twee met een Russisch (de T63 SU12 van Siemens), elk verbonden met een ETCRRM II voor de versleuteling.
Vanuit het Pentagon is er een aftakking naar het militaire communicatiecentrum van de White House Communications Agency (WHCA) in de kelder van de Oostvleugel van het Witte Huis. Berichten van de hotline werden vandaaruit naar de Situation Room onder de West Wing gestuurd, waar zij vertaald en aan de president voorgelegd werden.

## Verbindingen
In eerste instantie bestond de hotline uit een telexverbinding. De gedachte hierachter was dat verbale communicatie alleen maar kon leiden tot misverstanden, onder meer omdat aan beide kanten van de lijn een snelle simultaanvertaling nodig was. Een geschreven bericht kon rustiger vertaald en meer weloverwogen beantwoord worden, dan met een telefoongesprek mogelijk was. De hotline is altijd een verbinding voor geschreven berichten gebleven, eerst via telex, vervolgens via fax en tegenwoordig via e-mail.

### Van kabel naar satelliet
Bij het opzetten van de hotline in 1963 bestond deze uit een full-duplex telexkanaal via een telefoonkabel die van Washington, via de TAT-1, naar Londen en vervolgens via Kopenhagen, Stockholm en Helsinki naar Moskou liep. Deze was bedoeld voor de politieke communicatie. Daarnaast was er een eveneens full-duplex telexkanaal dat via een radioverbinding van Washington, via Tanger naar Moskou liep, bedoeld voor onderhoudscommunicatie en als back-up. De kabelverbinding bleek nogal kwetsbaar: zo werd de kabel nabij Kopenhagen een keer door een bulldozer doorgesneden en een andere keer door de ploeg van een Finse boer.
Op 30 september 1971 sloten beide betrokken landen een overeenkomst ter modernisering van de hotline. Als primaire verbinding werd de telexverbinding via telefoonkabels vervangen door een satellietverbinding, bestaande uit twee Amerikaanse Intelsat-satellieten en twee Russische Molniya II-satellieten in een elliptische baan. In de VS bevindt het grondstation voor de Russische satelliet zich in Fort Detrick, Maryland. De vroegere telexverbinding fungeerde sindsdien als back-up, de radioverbinding via Tanger werd beëindigd.

### Van fax naar e-mail
In 1984 sloten de VS en de Sovjet-Unie een overeenkomst waarbij aan de hotline de mogelijkheid voor het versturen van faxberichten werd toegevoegd. Hiermee konden berichten veel sneller worden uitgewisseld dan via de telex en konden voortaan ook tekeningen en kaarten worden verstuurd. Naast de fax-apparatuur werden personal computers geïnstalleerd voor het uitwisselen van coördinerende informatie. Deze functies werd in 1988 operationeel. Tezelfdertijd vervingen de Russen de Molniya II-satellieten door geostationaire satellieten van de Gorizont-klasse.
Later volgden verdere moderniseringen van de hotline, waarna deze sinds 1 januari 2008 bestaat uit een beveiligde netwerkverbinding tussen de computers in Washington en Moskou. Berichten via de hotline worden sindsdien verstuurd via e-mail en coördinerende informatie tussen de twee terminals wordt uitgewisseld via een chatprogramma. Deze verbindingen lopen via twee satellietverbindingen en een glasvezelkabel.

## Gebruik
De hotline tussen Washington en Moskou werd vooral gebruikt om elkaar in te lichten over (plotselinge) vloot- of troepenbewegingen. Hiermee werd voorkomen dat zij door de andere partij als een provocatie opgevat zouden kunnen worden. De hotline is onder meer bij de volgende crisissituaties gebruikt:
- 1967: tijdens de Zesdaagse Oorlog
- 1971: tijdens de oorlog tussen India en Pakistan
- 1973: tijdens de Jom Kipoeroorlog
- 1974: tijdens de Turkse invasie van Cyprus
- 1979: tijdens de Russische invasie van Afghanistan
- 1981: tijdens de dreigende Russische invasie in Polen
- 1982: tijdens de Israëlische inval in Libanon

President Jimmy Carter had via de hotline ook een keer een meer persoonlijke brief aan sovjetleider Leonid Brezjnev gestuurd, wat de Russen geen juist gebruik van deze verbinding vonden.
Na het uiteenvallen van de Sovjet-Unie in 1991 en toenemende persoonlijke contacten tussen wereldleiders, verloor de hotline aan betekenis. Sinds president George H.W. Bush wordt steeds vaker een gewone telefoonlijn gebruikt voor gesprekken met Russische en andere wereldleiders. 
Dat nam niet weg dat Bush sr. en Sovjetleider Gorbatsjov tijdens de Golfoorlog van 1991 via de hotline communiceerden en deze ook door de presidenten George W. Bush en Vladimir Poetin werd gebruikt om na de Irakoorlog van 2003 plannen voor de opbouw van Irak te bespreken.

## Rode telefoon

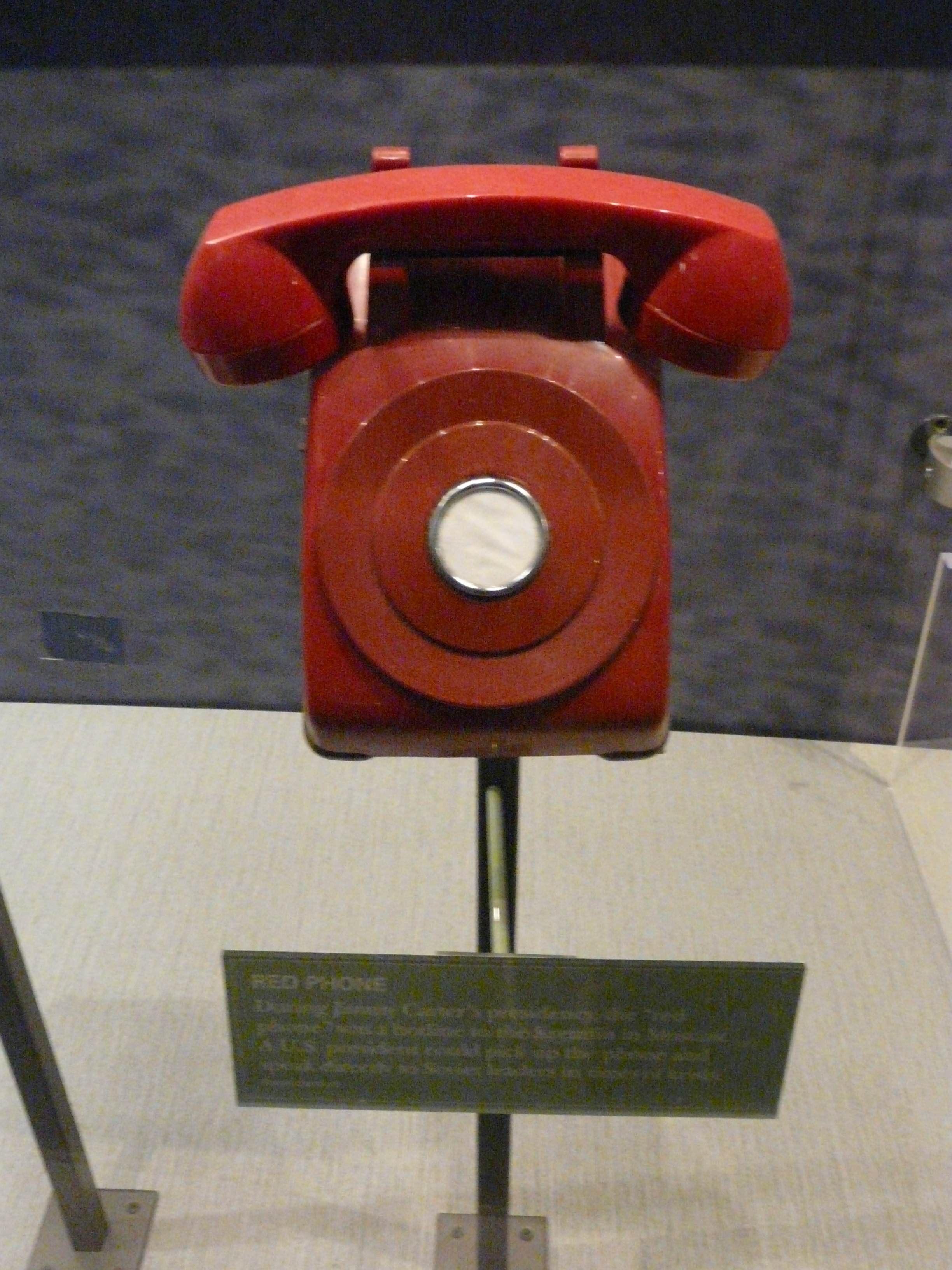
Een rode telefoon die tijdens de regering van Jimmy Carter werd gebruikt, echter niet voor de hotline tussen Washington en Moskou

De Hotline Washington-Moskou wordt ook wel aangeduid als de 'rode telefoon' (Engels: red phone), wat een beeld oproept van een telefoonlijn met aan beide kanten een rood telefoontoestel. Dit onjuiste beeld is hoogstwaarschijnlijk ontstaan door films waarin wereldleiders elkaar in crisissituaties rechtstreeks via een rode telefoon bellen. Zulke films waren er al in de jaren 60 en het beeld van de rode telefoon bleek dermate tot de verbeelding te spreken dat deze nog altijd op deze wijze in films, boeken, computerspelletjes en dergelijke voorkomt.
Omdat weinigen op de hoogte waren van hoe de echte hotline tussen Washington en Moskou functioneerde, dachten ook een aantal Amerikaanse regeringsfunctionarissen dat de hotline een telefoonlijn was.
De verwarring hierover is waarschijnlijk ontstaan door het feit dat er in het Witte Huis en bij de Amerikaanse legerleiding wel degelijk een rood telefoontoestel in gebruik was, maar dan voor snelle interne communicatie. Minstens zo belangrijk als het contact met het Kremlin was en is het contact tussen de legerleiding en de president, die plaatsvindt via een beveiligd militair telefonienetwerk onder de naam Defense Red Switch Network (DRSN). Daaraan waren in de loop der tijd uiteenlopende toestellen verbonden, in de begintijd vaak roodgekleurd en zonder kiesschijf.

## Warm line
Naast de hierboven beschreven hotline voor acute crisissituaties, is er tussen Washington en Moskou nog een andere hotline voor wat minder urgente zaken. Deze wordt daarom ook wel de warm line genoemd en bevindt zich in het Nuclear Risk Reduction Center (NRRC). Dit werd in 1988 door president Ronald Reagan opgericht zodat de VS en Rusland elkaar konden informeren over onder meer testlanceringen die abusievelijk als agressie konden worden gezien. Door communicatieproblemen konden de Amerikanen tijdens de aanslagen op 11 september 2001 alleen nog via het NRRC aan de Russen laten weten dat de verhoging van de militaire paraatheid niet tegen hen gericht was.
Het NRRC is onderdeel van het Amerikaanse State Department en beschikt over een directe communicatieverbinding met Moskou. De computerterminals in het State Department en in het Russische ministerie van defensie zijn 24 uur per dag bemand. Net als de oorspronkelijke hotline is ook deze warm line een dataverbinding. Later sloten ook Oekraïne, Wit-Rusland en Kazachstan zich bij dit initiatief aan en kregen daarmee eveneens directe verbindingen met de centra in Washington en Moskou.
In april 2012 werd bekendgemaakt dat het NRRC zou gaan meewerken aan het opzetten van een beveiligde rechtstreekse communicatielijn met Moskou, ditmaal om te voorkomen dat misverstanden in cyberspace tot ernstige conflicten leiden. De Russen wilden hiervoor aanvankelijk een telefonische hotline tussen het Kremlin en het Witte Huis, speciaal voor cyber-incidenten.